# Moncef Ouannes
Moncef Ouannes (arabe : منصف وناس), né en 1956 et mort le 4 novembre 2020 à Tunis, est un universitaire et sociologue tunisien.

## Biographie
Après des études classiques, il obtient son doctorat de sociologie à la faculté des sciences humaines et sociales de Tunis. Ancien chef du département de sociologie dans la même université, il enseigne pendant nombreuses années la sociologie de la culture et la sociologie politique à l'université de Tunis.
Directeur général du Centre d'études et de recherches économiques et sociales et membre des comités scientifiques de plusieurs revues européennes, il est membre de jurys nationaux de recrutement pour les différents niveaux de l'enseignement supérieur, de plusieurs commissions internationales et professeur invité dans plusieurs universités arabes.
Professeur émérite en sociologie à l'université de Tunis, il est membre correspondant de l'Académie tunisienne des sciences, des lettres et des arts et membre de la Haute instance pour la réalisation des objectifs de la révolution, de la réforme politique et de la transition démocratique. Ses recherches portent sur l'analyse des dynamiques politiques et sociales dans les pays du Maghreb,.

## Distinctions
- Chevalier de l'Ordre de la République tunisienne[7] ;
- Officier de l'Ordre tunisien du Mérite[7].

## Principales publications

### Ouvrages en arabe
- (ar) منطلقات و توجهات التجربة المسرحية في تونس٠ مشروع استقراء سوسيو ثقافي للظاهرة المسرحية [« Les perspectives et les orientations de l'expérience théâtrale en Tunisie »], Tunis, Ministère de la Culture,‎ 1985.
- (ar) الدولة و المسألة الثقافية في الجزائر٠ دراسة في التغيير الثقافي و الإجتماعي [« L'État et la question culturelle en Algérie : étude de sociologie culturelle »], Tunis, Alif éditions,‎ 1986.
- (ar) الدولة و المسألة الثقافية في تونس [« L'État et le fait culturel en Tunisie »], Tunis/Le Caire, Al-Mithek éditions/Dar Al-Jamil,‎ 1988.
- (ar) المشاركة السياسية في المغرب العربي٠ محاولة تفكيكية في النصوص السياسية [« La participation politique au Maghreb : une tentative de déconstruction des textes politiques »], Tunis, Maison tunisienne de l'édition,‎ 1990.
- (ar) الدولة و المسألة الثقافية في المملكة المغربية [« L'État et la question culturelle dans le royaume du Maroc »], Carthage, Beït El Hikma,‎ 1991.
- (ar) الخطاب العربي الحدود و التناقضات [« Les limites et les contradictions du discours arabe »], Tunis, Maison arabe du livre,‎ 1992.
- (ar) الدولة و المسألة الثقافية في المغرب العربي [« La question culturelle dans les pays du Maghreb »], Tunis, Cérès éditions,‎ 1996.
- (ar) ثورة الصورة : المشهد الإعلامي و فضاء الواقع [« La révolution médiatique »], Beyrouth, Centre for Arab Unity Studies,‎ 2008Ouvrage collectif
- (ar) الشخصيّة التونسيّة : محاولة في فهم الشخصيّة العربيّة [« La personnalité tunisienne : réflexions pour comprendre la personnalité arabe »], Tunis, Mediterranean Publisher,‎ 2010[8].
- (ar) الشخصية الليبية : ثالوث الغنيمة و القبيلة و الغلبة [« La personnalité libyenne : la triade du butin, de la tribu et de la prépondérance »], Tunis, Mediterranean Publisher,‎ 2014.
- (ar) ليبيا التي رأيت ليبيا التي أرى : محنة بلد [« La Libye que j'ai vu : tragédie d'un pays »], Tunis, Mediterranean Publisher,‎ 2017[9].

### Ouvrages en français
- Le phénomène associatif au Maghreb : histoire, processus d'évolution et perspectives, Tunis, Taller, 1997.
- Islam, élites, modernisation et société dans la Libye contemporaine : approche socio-anthropologique, Tunis, Université de Tunis, 2001.
- Militaires, élites et modernisation dans la Libye contemporaine, Paris, L'Harmattan, coll. « Histoire et perspectives méditerranéennes », 2009, 446 p. (ISBN 978-2-296-09113-9)[10].
- Une histoire méconnue, les relations libyo-françaises au Fezzan de 1943 à 1956 : regards croisés, Libye, France, Tunisie, Tunis, Institut de recherche sur le Maghreb contemporain/Cérès éditions, 2012, 191 p. (ISBN 978-9973-19-761-0)Sous la direction de Moncef Ouannes et de Pierre-Noël Denieuil[11]
- Révolte et reconstruction en Libye : le roi et le rebelle, Paris, L'Harmattan, 2014, 206 p. (ISBN 978-2-343-03336-5)[12].

### Traductions
- (ar) Samuel Huntington (trad. Moncef Ouannes), Le Choc des civilisations, Carthage, Beït El Hikma, 1997.
- (ar) Edgar Morin (trad. Moncef Ouannes), Une tête bien faite : repenser la réforme, réformer la pensée, Tunis, Fondation nationale pour la traduction, l'établissement des textes et les études, 2020[13].